# Champs 12
Champs 12 fue una telenovela juvenil argentina, protagonizada por Liz Solari y Tomás de las Heras, y emitida entre el 16 de marzo de 2009 hasta el 8 de septiembre del mismo año, de lunes a viernes, en la cadena de televisión América TV.
En un principio, la comedia fue programada a las 20.00, y luego, tras la baja audiencia que ésta cosechó en esta franja, fue trasladada las 23.15. Desde el 6 de julio, fue nuevamente reprogramada, siendo emitida a las 9.15.

## Argumento
La historia esta focalizada en la atrapante energía de la cancha de fútbol, acompañada de un universo musical. Con gran sensibilidad, presenta los dilemas que se presentan en el vida diaria de estos jóvenes personajes. 
La bella Charlotte (Liz Solari), no puede olvidar la humillación que sufrió a causa de Gonzalo (Tomás de las Heras), cuando era solo una rellenita niña de 12 años. Ella está determinada a vengarse y se transforma en la nueva dueña del club de fútbol en donde Gonzalo es el jugador estrella. Charlotte hará todo lo que esté a su alcance para hacer su vida miserable, hasta que el amor cambie sus planes por completo.

## Personajes

### Principales
- Liz Solari como Carlota "Charlotte/Charlie" Carresi: Cuando era chica, fue conocida como "La gordita del barrio", sufriendo burlas de todos los chicos de la canchita y principalmente, Gonzalo. Se fue a vivir con su madre a Nueva York y se convirtió en una hermosa mujer. Al volver a Argentina, por órdenes de la familia del marido de su madre, debe convivir con su padre y su esposa. Allí, se reencontrará con Gonzalo, a quien quiere hacerle la vida imposible por haberla dejado en ridículo; eso será así, hasta que el amor cambie su destino. Ella le miente sobre su familia y nombre (El cree que se llama Jessica) lo cual va a traerle muchísimos problemas. Su amiga incondicional es Lila, quien siempre la acompaña en todo, aunque quiere a todas las chicas UPI. Le miente a su padre diciéndole que va a la universidad, pero en realidad, estudia clases de baile.
- Tomás de las Heras como Gonzalo Torres: Es capitán de los Apaches y el director de la canchita. Se enamora de Jessica, sin saber que ella es Charlotte, a quien burlaba de niño. Su padre, maltrataba a su madre, a él y a su hermano, por lo que él dice que no tiene padre. Tendrá problemas amorosos con Andrea, quien le parece atractiva. Su mejor amiga es Quela. Iba a irse a jugar en un equipo de México pero decidió quedarse con su familia y amigos.
- Calu Rivero como Alexia Del Moro una de las amigas de Charlotte. Se va del grupo por tener un romance con Fermín.
- Belén Chavanne como María Ximena "Maxi" Ríos: Es la hermana menor de Mercedes. Está enamorada de Bautista y queda embarazada de él pero cuando descubre que él la engañó con Charlotte ella lo deja poco después Bautista la hace perder el hijo por órdenes del papá de Maxi y queda estéril, pierde la razón y decide vengarse. Maxi se enamora de Matías y empieza a tener una relación con él sin que Matias sepa la cosas que ella hace.

- Mario Pasik como Renzo Carresi: es el padre de Charlotte y está casado con Mercedes. Es candidato a ser el senador del país. Quiere recuperar el tiempo perdido con su hija, cueste lo que cueste.
- Silvia Kutika como Marina Torres: es la madre de Gonzalo y Tomás. Estaba casada con Víctor, quien la golpeaba cada vez que se enojaba por algo. No le cae muy bien Jessica, ella prefiere que su hijo salga con Quela.
- Andrea Campbell como Mercedes Ríos de Carresi: es la esposa de Renzo, la madrastra de Charlotte y la hermana mayor de Maxi. Quiere descubrir a toda costa lo que Charlotte trama. Siempre se hace la "santa" en frente de Renzo.
- Salo Pasik como Santino: es el chofer de los Carresi. Tiene una muy buena relación con Charlotte y siempre la cubre en todo. No le parece indicado que vaya tan seguido a la canchita.
- Mariana Esnoz como Raquel "Quela" Musso: es la mejor amiga de Gonzalo y está enamorada de él. Decide no decirle nada, pero las insistencias de Camila son algo molestas para ella. Tendrá un pequeño romance con Nico, un chico que conoció en un boliche. Jessica no le cae nada bien y cada vez que la ve, le dice algo horrible sobre Gonzalo.
- Bárbara Attias como Camila: es la amiga de Quela y de los chicos Apaches. Estaba de novia con Lucho, hace 3 años pero lo engañó con Álvaro. Trabaja en un local de ropa.
- Leo Deluglio como Matías Rey: Forma parte de los Apaches. Está algo interesado en Quela. Con quien mejor se lleva es con Lucho y Diego.
- Lucio Rogati como Bautista Laprida: Es el capitán del equipo de fútbol de la UPI. Es amante de Alexia pero esta perdidamente enamorado de Charlotte y va hacer cualquier cosa para tenerla.
- Martín Grinfeld como Lucho: Es el arquero de los Apaches. Estaba de novio con Camila, hasta que ella lo engañó. Aunque el sigue enamorado de ella, tratará de olvidarla con una chica que Diego le presentó.
- Dolores Sarmiento como Lila Masferrer: Es una de las chicas UPI. Tiene una onda hippie y trata de usar todos sus medicamentos, música y tratamientos con todos sus amigos. Era la novia de Álvaro, hasta que se enteró de que se acostó con Camila. Tendrá un noviazgo secreto con Fermín.
- Nikita Didenko como Tomás Torres: Es el hermano menor de Gonzalo. Juega en el equipo de menores de los Apaches. El también era víctima de los malos tratos de su padre. Se hizo muy amigo de Juancito y andan molestando a todos en la casa.
- Luciano Bassi como Diego Álvarez: Es del equipo de los Apaches. Es también al que más le gusta "estar de joda". Siempre tiene algún chiste que contar, pero nunca le fue muy bien con las chicas.
- Francisco Donovan como Fermín Arzuaga: Es miembro del equipo UPI. Es el más intelectual del grupo. Mora y Alexia están interesadas en él, pero tendrá un noviazgo secreto con Lila, y fingirá ser homosexual para taparlo.
- Francisco Andrade como Álvaro Pacheco Melo: Forma parte del equipo de fútbol de los UPI. Era el novio de Lila, pero la engañó con Camila, a quien le mintió que ya no salía con Lila. Está dispuesto a conseguirle una chica a Fermín.
- Jazmín Paz como Pilar: Forma parte de las chicas UPI. Aunque anteriormente, ella era una Apache hasta que su familia se enriqueció. Desde el principio no se da con Alexia, y más se enoja por todo lo que le hace a Mora y Fermín.
- Paula Castagnetti como Mora: Es de las chicas UPI. Para algunos, es algo "infantil". Le gusta Fermín, pero le molesta que le crea a Alexia y no a ella. Es muy amiga de Charlotte y de las demás.
- Carolina Valverde como Agustina Pérez: Es la hija de Gloria, la única confidente de Charlotte dentro de la casa. Quería estudiar una carrera y Charlotte, a escondidas de Renzo, le pagará la U.P.I. Cuando Charlotte dice a Gonzalo ser Jessica, presenta a Agustina como "la hija de los patrones".
- Nadia Casanova como Delfina: Es estudiante en la U.P.I, se acerca Alexia porque la ve como la posibilidad de relacionarse. Luego de que Alexia se separa de su grupo, ve a Delfina como su única amiga dentro de la U.P.I. con quien le hará la vida imposible a Charlotte y las demás.

### Secundarios
- Coraje Ábalos como Santiago: Es el contador de Renzo.
- Ricardo Aiello como Juan López
- Teresa Calandra como Lilian: Es la madre de Charlotte, actualmente vive en Nueva York con su marido.
- Ernesto Claudio como Ricardo Pacheco Melo: Es el padre de Álvaro.
- Ivo Cutzarida como Sam: Es el padrastro de Charlotte.
- Fabiana García Lago como Toribia Maltinati: Es la encargada del club " Los Apaches".
- Mónica Gonzaga como Sandra Del Moro: Es la madre de Alexia.
- Tony Lestingi como Víctor Torres: Es el padre de Gonzalo, maltrató a él, a su madre y a su hermano, por tal motivo Gonzalo no lo reconoce como su padre.
- Edgardo Moreira como Alejandro Vito: Es el padre de Alexia.
- Lucero Nava como Ramiro Vito: Es el medio hermano de Alexia.
- Florencia Ortiz como Andrea Márquez.
- Silvina Quintanilla como Gloria Pérez: Es la mucama de los Carresi y la madre de Agustina.
- Santiago Ramundo como Marcos Del Campo.
- Piru Sáez como Ciro.
- Germán Tripel como Nicolás 'Nico' González.
- Diego Wainstein como Arístides Riganti.
- Néstor Zacco como Pascual Musso: Es el padre de Quela.

## Emisión internacional
| País      | Cadena                     | Detalles |
| Argentina | América TV                 | |
| España    | Neox Nova                  | - Antena 3 tiene los derechos de la serie en España. - Inicialmente la serie empezó a emitirse en las tardes de la cadena digital terrestre Neox el día 7 de junio del año 2010. A las pocas semanas, la serie fue retirada de éste canal, y trasladado a Nova, comenzando el 28 de junio de 2010 a emitir la serie desde el principio. - La serie se transmite, actualmente, de lunes a viernes a las 11.30h en Nova. |
| Italia    | Italia 1                   | - La serie comenzó a emitirse en Italia, doblada al italiano, el mismo día que en España, el 7 de junio de 2010. - A diferencia de Argentina y España, cada capítulo de la telenovela es denominada con un título, como en las series de televisión. |
| Israel    | Viva                       | - La serie comenzó a emitirse en Israel el 7 de diciembre del año 2010. |
| Uruguay   | TCC (Canales 8 y 17)       | - Se estrenó el 27 de abril de 2009 a las 14:30 |
| Paraguay  | Mi Cable (Canales 79 y 18) | - Se estrenó el 4 de mayo de 2009 a las 15:30 |